# ويلفورد ليتش
ويلفورد ليتش (بالإنجليزية: Wilford Leach)‏ هو مونتير وكاتب سيناريو ومنتج أفلام ومخرج أمريكي، ولد في 26 أغسطس 1929 في بطرسبرغ في الولايات المتحدة، وتوفي في 18 يونيو 1988 في روكي بوينت في الولايات المتحدة بسبب سرطان المعدة.

## وصلات خارجية
- ويلفورد ليتش على موقع IMDb (الإنجليزية)
- ويلفورد ليتش على موقع ألو سيني (الفرنسية)
- ويلفورد ليتش على موقع أول موفي (الإنجليزية)
- ويلفورد ليتش على موقع قاعدة بيانات برودواي على الإنترنت (الإنجليزية)
- ويلفورد ليتش على موقع قاعدة بيانات الأفلام السويدية (السويدية)
- ويلفورد ليتش على موقع قاعدة بيانات الفيلم (الإنجليزية)
- ويلفورد ليتش على موقع كينوبويسك (الروسية)